# White Elephant Tour
White Elephant Tour è  il tour musicale a supporto dell'album On a Day Like Today pubblicato nel 1998  dal cantante rock canadese Bryan Adams.
Nel gennaio del 1999 da Oakland negli Stati Uniti d'America prende il White Elephant Tour, l'intero tour è caratterizzato dalla band formata da tre elementi: Bryan Adams al Basso e Cantante, Keith Scott alla Chitarra solista  e Mickey Curry alla Batteria.
Il tour, denominato White Elephant Tour, prevede i tre elementi della band in abiti bianchi, compresa la scenografia e gli strumenti musicali.
Il tour si conclude presso la Centre Molson (oggi Centre Bell) di Montréal, dove si esibisce insieme alla  diva pop Céline Dion.
In 8 date del tour Bryan Adams è da supporto per i Rolling Stones.
Adams effettua un'unica data in Italia il 2 novembre a Milano.

## White Elephant Tour1999- (date)
| Numero | Data     | Luogo                                                       | Bandiera                       | Nazione               |
| ------ | -------- | ----------------------------------------------------------- | ------------------------------ | --------------------- |
| 1      | 25/01/99 | Oakland Arena, Oakland, CA - (con i Rolling Stones)         | Stati Uniti (bandiera)         | Stati Uniti d'America |
| 2      | 27/01/99 | Arco Civic Arena, Sacramento, CA - (con i Rolling Stones)   | Stati Uniti (bandiera)         | Stati Uniti d'America |
| 3      | 01/02/99 | Boulder Theatre, Boulder, Colorado                          | Stati Uniti (bandiera)         | Stati Uniti d'America |
| 4      | 02/02/99 | McNichols Arena, Denver, Colorado - (con i Rolling Stones)  | Stati Uniti (bandiera)         | Stati Uniti d'America |
| 5      | 04/02/99 | Delta Center, Salt Lake City, Utah - (con i Rolling Stones) | Stati Uniti (bandiera)         | Stati Uniti d'America |
| 6      | 06/02/99 | Arco Civic Arena, Sacramento, CA - (con i Rolling Stones)   | Stati Uniti (bandiera)         | Stati Uniti d'America |
| 7      | 07/02/99 | 4th & B Club, San Diego, CA                                 | Stati Uniti (bandiera)         | Stati Uniti d'America |
| 8      | 08/02/99 | The Joint, Hard Rock Hotel, Las Vegas, NV                   | Stati Uniti (bandiera)         | Stati Uniti d'America |
| 9      | 09/02/99 | Arrowhead Pond, Anaheim, CA - (con i Rolling Stones)        | Stati Uniti (bandiera)         | Stati Uniti d'America |
| 10     | 10/02/99 | Arrowhead Pond, Anaheim, CA - (con i Rolling Stones)        | Stati Uniti (bandiera)         | Stati Uniti d'America |
| 11     | 11/02/99 | Viper Club, Los Angeles, CA                                 | Stati Uniti (bandiera)         | Stati Uniti d'America |
| 12     | 16/02/99 | Club Vega, Copenaghen                                       | Danimarca (bandiera)           | Danimarca             |
| 13     | 17/02/99 | Gruenspan Club, Amburgo                                     | Germania (bandiera)            | Germania              |
| 14     | 18/02/99 | Prime Club, Colonia                                         | Germania (bandiera)            | Germania              |
| 15     | 19/02/99 | Kauflewer Club, Zurigo                                      | Svizzera (bandiera)            | Svizzera              |
| 16     | 22/02/99 | Sala Carracol Club, Madrid                                  | Spagna (bandiera)              | Spagna                |
| 17     | 23/02/99 | Paradise Garage, Lisbona                                    | Portogallo (bandiera)          | Portogallo            |
| 18     | 08/04/99 | Boathouse, Norfolk, Virginia                                | Stati Uniti (bandiera)         | Stati Uniti d'America |
| 19     | 09/04/99 | The Roxy, Atlanta, Georgia                                  | Stati Uniti (bandiera)         | Stati Uniti d'America |
| 20     | 10/04/99 | Jannus Landing, Saint Petersburg, Florida                   | Stati Uniti (bandiera)         | Stati Uniti d'America |
| 21     | 11/04/99 | Sunrise Musical Theatre, Fort Lauderdale, Florida           | Stati Uniti (bandiera)         | Stati Uniti d'America |
| 22     | 13/04/99 | House Of Blues, New Orleans                                 | Stati Uniti (bandiera)         | Stati Uniti d'America |
| 23     | 14/04/99 | Aerial Theatre, Houston, Texas                              | Stati Uniti (bandiera)         | Stati Uniti d'America |
| 24     | 15/04/99 | La Zona Rosa, Austin, Texas                                 | Stati Uniti (bandiera)         | Stati Uniti d'America |
| 25     | 16/04/99 | Arcadia Theatre, Dallas, Texas                              | Stati Uniti (bandiera)         | Stati Uniti d'America |
| 26     | 17/04/99 | University Of Memphis, Memphis, TN                          | Stati Uniti (bandiera)         | Stati Uniti d'America |
| 27     | 30/04/99 | Plaza De Toros La Cubierta, Madrid                          | Spagna (bandiera)              | Spagna                |
| 28     | 01/05/99 | Plaza de Toros Illumbre, San Sebastián                      | Spagna (bandiera)              | Spagna                |
| 29     | 02/05/99 | Palau St Jordi, Barcellona                                  | Spagna (bandiera)              | Spagna                |
| 30     | 06/05/99 | Stadium Kings Park, Durban                                  | Sudafrica (bandiera)           | Sudafrica             |
| 31     | 08/05/99 | St Georges Park, Port Elizabeth                             | Sudafrica (bandiera)           | Sudafrica             |
| 32     | 10/05/99 | Bellville Veldrome, Città del Capo                          | Sudafrica (bandiera)           | Sudafrica             |
| 33     | 11/05/99 | Bellville Veldrome, Città del Capo                          | Sudafrica (bandiera)           | Sudafrica             |
| 34     | 13/05/99 | MTN Sundome, Johannesburg                                   | Sudafrica (bandiera)           | Sudafrica             |
| 35     | 14/05/99 | MTN Sundome, Johannesburg                                   | Sudafrica (bandiera)           | Sudafrica             |
| 36     | 17/05/99 | Tennis Stadium, Dubai                                       | Emirati Arabi Uniti (bandiera) | Emirati Arabi Uniti   |
| 37     | 18/05/99 | Bay Shore Arena, Abu Dhabi                                  | Emirati Arabi Uniti (bandiera) | Emirati Arabi Uniti   |
| 38     | 19/05/99 | Beirut                                                      | Libano (bandiera)              | Libano                |
| 39     | 21/05/99 | Rock Am Ring, Nürburgring                                   | Germania (bandiera)            | Germania              |
| 40     | 22/05/99 | Incognito Club, Monaco di Baviera                           | Germania (bandiera)            | Germania              |
| 41     | 23/05/99 | Rock Im Park, Norimberga                                    | Germania (bandiera)            | Germania              |
| 42     | 24/05/99 | Gottlieb Daimler Stadion, Stoccarda                         | Germania (bandiera)            | Germania              |
| 43     | 29/05/99 | Bureclam Castle, Linz                                       | Austria (bandiera)             | Austria               |
| 44     | 30/05/99 | Orpheum, Vienna                                             | Austria (bandiera)             | Austria               |
| 45     | 31/05/99 | Festgelande, Imst - (con i Rolling Stones)                  | Austria (bandiera)             | Austria               |
| 46     | 02/06/99 | Balearic Coliseo, Palma di Maiorca                          | Spagna (bandiera)              | Spagna                |
| 47     | 04/06/99 | Spain Coliseum, La Coruña                                   | Spagna (bandiera)              | Spagna                |
| 48     | 05/06/99 | Bullring, Burgos                                            | Spagna (bandiera)              | Spagna                |
| 49     | 06/06/99 | Bullring, Gijón                                             | Spagna (bandiera)              | Spagna                |
| 50     | 08/06/99 | Municipal Stadium, Leiria                                   | Portogallo (bandiera)          | Portogallo            |
| 51     | 10/06/99 | Place De La Victoire, Bordeaux                              | Francia (bandiera)             | Francia               |
| 52     | 11/06/99 | Il Gloriette, Nantes                                        | Francia (bandiera)             | Francia               |
| 53     | 12/06/99 | Esplanade De Gaulle, Rennes                                 | Francia (bandiera)             | Francia               |
| 54     | 14/06/99 | Port Autonome, Marsiglia                                    | Francia (bandiera)             | Francia               |
| 55     | 15/06/99 | Place De La Mairie, Saint-Étienne                           | Francia (bandiera)             | Francia               |
| 56     | 16/06/99 | Place Belcourt, Lione                                       | Francia (bandiera)             | Francia               |
| 57     | 17/06/99 | Parking Coufignaie, Strasburgo                              | Francia (bandiera)             | Francia               |
| 58     | 18/06/99 | Hassentag Stadium, Kassel-Baunatel                          | Germania (bandiera)            | Germania              |
| 59     | 19/06/99 | Bzan Site Festival, Praga                                   | Rep. Ceca (bandiera)           | Repubblica Ceca       |
| 60     | 20/06/99 | Letzengrad Stadium, Zurigo                                  | Svizzera (bandiera)            | Svizzera              |
| 61     | 21/06/99 | Place De La Republique, Parigi                              | Francia (bandiera)             | Francia               |
| 62     | 01/07/99 | Waldbuhne, Berlino                                          | Germania (bandiera)            | Germania              |
| 63     | 02/07/99 | Kuity Park, Magdeburgo                                      | Germania (bandiera)            | Germania              |
| 64     | 03/07/99 | Werchter Festival, Werchter                                 | Belgio (bandiera)              | Belgio                |
| 65     | 05/07/99 | Junge Garde, Dresda                                         | Germania (bandiera)            | Germania              |
| 66     | 07/07/99 | Istanbul                                                    | Turchia (bandiera)             | Turchia               |
| 67     | 08/07/99 | Izmir Festival, Smirne                                      | Turchia (bandiera)             | Turchia               |
| 68     | 10/07/99 | Bospop Festival, Weert                                      | Paesi Bassi (bandiera)         | Paesi Bassi           |
| 69     | 11/07/99 | Midtfyns Festival, Midtfyns                                 | Danimarca (bandiera)           | Danimarca             |
| 70     | 12/07/99 | Tonsburg Stadion, Tonsburg                                  | Norvegia (bandiera)            | Norvegia              |
| 71     | 14/07/99 | Eesti Näituste Messikeskus, Tallinn                         | Estonia (bandiera)             | Estonia               |
| 72     | 15/07/99 | Mesapark, Riga                                              | Lettonia (bandiera)            | Lettonia              |
| 73     | 16/07/99 | Stadium Zalgiris, Vilnius                                   | Lituania (bandiera)            | Lituania              |
| 74     | 17/07/99 | Woodstock, Vienna                                           | Austria (bandiera)             | Austria               |
| 75     | 18/07/99 | Katschhof, Aquisgrana                                       | Germania (bandiera)            | Germania              |
| 76     | 19/07/99 | Museumsufer, Bonn                                           | Germania (bandiera)            | Germania              |
| 77     | 20/07/99 | Paleo Festival, Nyon                                        | Svizzera (bandiera)            | Svizzera              |
| 78     | 23/07/99 | Cardiff Castle, Cardiff                                     | -                              | Regno Unito           |
| 79     | 24/07/99 | Alton Towers, Staffordshire                                 | -                              | Regno Unito           |
| 80     | 25/07/99 | Hyde Park, Londra                                           | -                              | Regno Unito           |
| 81     | 29/07/99 | Rottneros Park, Sunne                                       | Svezia (bandiera)              | Svezia                |
| 82     | 30/07/99 | Östersund Festival, Östersund                               | Svezia (bandiera)              | Svezia                |
| 83     | 31/07/99 | City Festival, Helsinki                                     | Finlandia (bandiera)           | Finlandia             |
| 84     | 01/08/99 | Oulo                                                        | -                              | Regno Unito           |
| 85     | 02/08/99 | Londra                                                      | -                              | Regno Unito           |
| 86     | 28/09/99 | Webcast, Vancouver                                          | Canada (bandiera)              | Canada                |
| 87     | 04/10/99 | Telewest Arena, Newcastle upon Tyne                         | -                              | Regno Unito           |
| 88     | 06/10/99 | Wembley Arena, Londra                                       | -                              | Regno Unito           |
| 89     | 07/10/99 | Wembley Arena, Londra                                       | -                              | Regno Unito           |
| 90     | 08/10/99 | Wembley Arena, Londra                                       | -                              | Regno Unito           |
| 91     | 09/10/99 | Netaid, Wembley Stadium, Londra                             | -                              | Regno Unito           |
| 92     | 10/10/99 | Bournemouth Centre, Bournemouth                             | -                              | Regno Unito           |
| 93     | 11/10/99 | Birmingham NEC, Birmingham                                  | -                              | Regno Unito           |
| 94     | 12/10/99 | M.E.N. Arena, Manchester                                    | -                              | Regno Unito           |
| 95     | 14/10/99 | Sheffield Arena, Sheffield                                  | -                              | Regno Unito           |
| 96     | 15/10/99 | Cardiff International Arena, Cardiff                        | -                              | Regno Unito           |
| 97     | 17/10/99 | Westfalenhalle, Dortmund                                    | Germania (bandiera)            | Germania              |
| 98     | 18/10/99 | Flanders Expo, Gand                                         | Belgio (bandiera)              | Belgio                |
| 99     | 19/10/99 | Flanders Expo, Gand                                         | Belgio (bandiera)              | Belgio                |
| 100    | 20/10/99 | Cologne Arena, Colonia                                      | Germania (bandiera)            | Germania              |
| 101    | 21/10/99 | The Ahoy, Rotterdam                                         | Paesi Bassi (bandiera)         | Paesi Bassi           |
| 102    | 22/10/99 | Royal Ontario Museum, 100 Queens Park, ON                   | Canada (bandiera)              | Canada                |
| 103    | 26/10/99 | Olympiahalle, Monaco di Baviera                             | Germania (bandiera)            | Germania              |
| 104    | 27/10/99 | Olympiahalle, Monaco di Baviera                             | Germania (bandiera)            | Germania              |
| 105    | 28/10/99 | Hallenstadion, Zurigo                                       | Svizzera (bandiera)            | Svizzera              |
| 106    | 29/10/99 | Eissporthalle, Memmingen                                    | Germania (bandiera)            | Germania              |
| 107    | 30/10/99 | Stadthalle, Vienna                                          | Austria (bandiera)             | Austria               |
| 108    | 31/10/99 | Messenhalle, Klagenfurt                                     | Austria (bandiera)             | Austria               |
| 109    | 02/11/99 | Fila Forum, Milano                                          | Italia (bandiera)              | Italia                |
| 110    | 03/11/99 | Stadhalle, Friburgo in Brisgovia                            | Germania (bandiera)            | Germania              |
| 111    | 04/11/99 | Schleyerhalle, Stoccarda                                    | Germania (bandiera)            | Germania              |
| 112    | 07/11/99 | Donauarena, Ratisbona                                       | Germania (bandiera)            | Germania              |
| 113    | 08/11/99 | Carl-Diem-Halle, Würzburg                                   | Germania (bandiera)            | Germania              |
| 114    | 09/11/99 | Sporthalle, Amburgo                                         | Germania (bandiera)            | Germania              |
| 115    | 11/11/99 | Valbyhallen, Copenaghen                                     | Danimarca (bandiera)           | Danimarca             |
| 116    | 12/11/99 | Scandinavium, Göteborg                                      | Svezia (bandiera)              | Svezia                |
| 117    | 13/11/99 | Hovet, Stoccolma                                            | Svezia (bandiera)              | Svezia                |
| 118    | 16/11/99 | Eileriederhalle, Hannover                                   | Germania (bandiera)            | Germania              |
| 119    | 17/11/99 | Sporthalle, Oberwerth, Coblenza                             | Germania (bandiera)            | Germania              |
| 120    | 18/11/99 | Oberhausen Arena, Oberhausen                                | Germania (bandiera)            | Germania              |
| 121    | 19/11/99 | Maimarkthalle, Mannheim                                     | Germania (bandiera)            | Germania              |
| 122    | 20/11/99 | Festhalle, Francoforte sul Meno                             | Germania (bandiera)            | Germania              |
| 123    | 22/11/99 | The Point, Dublino                                          | Irlanda (bandiera)             | Irlanda               |
| 124    | 23/11/99 | Kings Hall, Belfast                                         | Irlanda del Nord (bandiera)    | Irlanda del Nord      |
| 125    | 25/11/99 | Exhibition Centre, Aberdeen                                 | -                              | Regno Unito           |
| 126    | 26/11/99 | S.E.C.C, Glasgow                                            | -                              | Regno Unito           |
| 127    | 27/11/99 | Tina Turner's Birthday Party, Londra                        | -                              | Regno Unito           |
| 128    | 03/12/99 | Friday Nights All Wright, Reading                           | -                              | Regno Unito           |
| 129    | 04/12/99 | Messehalle, Lipsia                                          | Germania (bandiera)            | Germania              |
| 130    | 05/12/99 | Seidenstickerhalle, Bielefeld                               | Germania (bandiera)            | Germania              |
| 131    | 06/12/99 | Stadthalle, Brema                                           | Germania (bandiera)            | Germania              |
| 132    | 07/12/99 | Ostseehalle, Kiel                                           | Germania (bandiera)            | Germania              |
| 133    | 08/12/99 | Messehalle, Erfurt                                          | Germania (bandiera)            | Germania              |
| 134    | 31/12/99 | Molson Center, Montréal, Québec - (con Céline Dion)         | Canada (bandiera)              | Canada                |

## Band di supporto
- Bryan Adams - Basso, Cantante
- Keith Scott - Chitarra solista
- Mickey Curry - Batteria

## Lista delle canzoni
La setlist di Bryan Adams in concerto presso Hyde Park, Londra :
- How Do Ya Feel Tonight
- Back to You
- 18 til I Die
- Can't Stop This Thing We Started
- Summer of '69
- It's Only Love
- (Everything I Do) I Do It for You
- Getaway
- Have You Ever Really Loved a Woman?
- I Don't Wanna Live Forever
- Cuts Like a Knife
- When You're Gone
- Before the Night Is Over
- If Ya Wanna Be Bad (Ya Gotta Be Good) / Let's Make a Night to Remember
- The Only Thing That Looks Good on Me Is You

Encore:
- Cloud #9
- Run to You
- Please Forgive Me
- Somebody
- Kids Wanna Rock
- C'mon Everybody

(Eddie Cochran cover)
- On a Day Like Today
- Heaven